# Torres y casas fuertes en Álava
Torres y casas fuertes en Álava es una obra de la historiadora y antropóloga vasca Micaela Portilla, publicada en 1978. Este libro es el resultado de su tesis doctoral y se considera una referencia fundamental en el estudio de la arquitectura defensiva en el Territorio Histórico de Álava.

## Contenido
El libro consta de dos tomos y se divide en varias secciones que abordan diferentes aspectos de las torres y casas fuertes:

### Tomo I
- Introducción: Contexto histórico y geográfico de Álava.
- Las torres alavesas, en la geografía, en la historia y en el arte de la provincia
  - I.- Las torres alavesas en la geografía: Descripción de la ubicación y características de las torres.
  - II.- Torres y linajes alaveses: Relación entre las torres y las familias nobles de la región.
  - III.- Las torres en la historia alavesa: Análisis del papel de las torres en la historia de Álava.
  - IV.- Las torres alavesas en sus elementos constructivos y ornamentales. Evolución y cronología.
- Estudio analítico de las torres y casas fuertes alavesas
  - I.- Torres y casas fuertes en Alcedo, Alegría, Ali, Amurrio, Andagoya, Antezana, Antoñana, Apellániz, Aprícano, Arceniega, Arriola, Artómaña, Ascarza y Astóbiza.
  - II.- Torres y casas fuertes en Barajuen, Barambio, Barrón, Basabe, Beotegui, Berganzo, Bergüenda y Betolaza.
  - III.- Torres y casas fuertes en Cárcamo, Contrasta, Costera y Crispijana.
  - IV.- Torre y casa fuerte en Délica.
  - V.- Torres y casas fuertes en Eguino, Espejo, Esquíbel y Estarrona.
  - VI.- Torres y casas fuertes en Fontecha y Foronda.
  - VII.- Torres y casas fuertes en Gáceta (Elburgo), Gáceta (Vitoria), Galarreta, Gamarra, Gauna, Gomecha, Gopegui, Guereña, Guevara, Guinea y Gurendes.
  - VIII.- Torres y casas fuertes en Heredia, Hereña y Hueto Abajo.
  - IX.- Torres y casas fuertes en Ilárduya e Izoria.
  - X.- Torres y casas fuertes en Jócano y Junguitu.
  - XI.-Torres y casas fuertes en Lacervilla, Lacorzama, Laguardia, Lahoz, Landa, Langarica, Larrea, Larrinzar, Leciñana del Camino, Leciñana de la Oca, Legarda, Letona, Lezama, Loza, Lubiano, Luco, Luna, Luquiano, Luyando y Luzcando.

### Tomo II
- Estudio analítico de las torres y casas fuertes alavesas (continuación)
  - XI.- Torres y casas fuertes en Lacervilla, Lacorzoma, Laguardia, Lahoz, Landa, Langarica, Larrea, Larrinzor, Leciñana del Camino, Leciñana de la Oca, Legarda, Letona, Lezama, Loza, Lubiano, Luco, Luna, Luquiano, Luyando y Luzcando.
  - XII.- Torres y casas fuertes en Llanteno y Llodio.
  - XIII.- Torres y casas fuertes en Maestu, Manurga, Margarita, Marquina, Mártioda, Menagaray, Mendieta, Mendivil, Mendoza, Molinilla, Morilas, Murga y Murguía.
  - XIV.- Torres y casas fuertes en Nanclares y Nograro.
  - XV.- Torres y casas fuertes en Olano, Ollávarre, Oquendo, Ordoñana y Oreitia.
  - XVI.- Torres y casas fuertes en Piédrola, Pinedo, Portilla y Puentelarrá.
  - XVII.- Torres y casas fuertes en Quejana.
  - XVIII.- Torres y casas fuertes en Respaldiza, Retana y Retes de Llanteno.
  - XIX.- Torres y casas fuertes en Sabando, Salinillas de Buradón, Salvatierra, Samaniego, San Esteban de Paternina, San Juan de Mendiola, San Román de San Millán, Santa Coloma, Sojo y Sojoguti.
  - XX.- Torres y casas fuertes en Trespuentes y Turiso.
  - XXI.- Torres y casas fuertes en Urbina de Basabe, Urbina del Monte y Uríbarri de Aramayona.
  - XXII.- Torres y casas fuertes en Valluerca, Vicuña, Villamaderne, Villañane, Villarreal, Vitoria y Vitoriano.
  - XXIII.- La torre de Yurre.
  - XXIV.- Torres y casas fuertes en Záitegui, Zalduendo, Zambrana, Zárate, Zuaza, Zuazo de Gamboa, Zuazo de Vitoria y Zurbano.

Incluye un extenso listado de torres y casas fuertes en Álava. Algunos ejemplos que se mencionan en la obra son:
- Torre de los Varona: ubicada en Villanañe, es una de las torres más emblemáticas de Álava.
- Torre de Mendoza: es un ejemplo de arquitectura defensiva medieval en el concejo de Mendoza.
- Torre de Orgaz: en el concejo de Fontecha.
- Torre-Palacio de Guevara: en Ozaeta, esta casa fuerte destaca por su relevancia histórica.
- Torre Palacio de Murga: ubicada en el concejo de Murga.
- Torre de Hurtado de Mendoza: ubicada en Mártioda.
- Torre de Txabarri: en el concejo de Respaldiza.
- Torre de Letona.

## Importancia
Esta obra de Portilla es una fuente esencial para personas historiadoras y estudiosas de la arquitectura medieval. Su detallada investigación y la riqueza de información proporcionada hacen de estos volúmenes una referencia esencial para comprender la historia y el patrimonio arquitectónico de Álava.

## Publicación
Torres y casas fuertes en Álava fue publicado por la Obra Cultural de la Caja de Ahorros Municipal en 1978. Consta de 1288 páginas y está escrito en español.